# Méhes János
Méhes János (1925–1981) Kossuth-díjas kombájnos, az Ebesi Állami Gazdaság szerelője, később műhelyvezetője.

## Élete
1949-től mezőgazdasági gépszerelőként dolgozott a Komádi Állami Gazdaságban, majd az Ebesi Állami Gazdasághoz került, ahol az ötszemélyes gépműhely vezetője lett.
1950-ben a Minisztertanácsi Érdemérem ezüst fokozatával, 1954-ben a Munka Érdemrenddel, 1957-ben a Magyar Szabadság Érdemrend ezüst fokozatával tüntették ki. 1960-ban megkapta a Kossuth-díj III. fokozatát, az indoklás szerint „kiváló munkateljesítményéért, valamint az új munkaerkölcs és az egész munkaverseny kialakítása terén elért kimagasló eredményeiért”. 1965-ben, majd 1974-ben a Munka Érdemrend arany fokozatával, 1970-ben a Felszabadulási Jubileumi Emlékéremmel díjazták.